# Česko Slovenská SuperStar (5. řada)
Tento článek pojednává o sérii federální pěvecké talentové show Česko slovenské SuperStar roku 2018. Jedná se o páté pokračování známé dříve pouze pod názvem SuperStar, které se vysílalo v zimě a na jaře roku 2018, na české TV Nova a slovenské TV Markíza. Soutěž vyhrála Tereza Mašková, druhá skončila Eliška Rusková a na třetím místě skončila Karmen Pál-Baláž.

## Porota
Dne 12. ledna 2018 bylo oznámeno televizí Nova, že porota bude tvořena opět čtyřmi členy a do porotcovského křesla již po páté v rámci federální verze této show zasedne Pavol Habera. Další porotkyní ze Slovenska byla zpěvačka Katarína Knechtová, která si roli porotkyně vyzkoušela poprvé. Z české strany do poroty zasedli dva nováčci. Poprvé v roli porotce se divákům představil bývalý účastník jedné z předchozích sérií SuperStar Ben Cristovao, který se umístil v roce 2009 na sedmém místě. Porotu doplnil český zpěvák Matěj Ruppert.

## Moderátoři
Dne 6. února 2018 bylo zveřejněno, že moderátorkou nového pátého ročníku pěvecké show SuperStar bude Jasmina Alagič, známá slovenskému publiku především ze soutěže krásy Miss Universe SR z roku 2009. Jasmina měla kromě modelingu za sebou také zkušenosti s moderováním na stanici Fashion TV. Dne 22. února 2018 zveřejnila televize Nova jméno svého moderátora za českou stranu. Po sedmi letech se do pořadu vrátil moderátor Leoš Mareš, který Česko Slovenskou SuperStar moderoval naposledy v roce 2011. Nabídky účinkování odmítli Martin Rausch a Adéla Vinczeová (dříve Banášová). Nabídku na moderování dostal původně také David Gránský, ale nabídku odmítl a přijal moderování nové řady Česko Slovensko má talent.

## Castingy
| Datum konání           | Město      | Stát      | Místo konání                 |
| ---------------------- | ---------- | --------- | ---------------------------- |
| 11. listopadu 2017     | Ostrava    | Česko     | Mercure Ostrava Center Hotel |
| 12. listopadu 2017     | Brno       | Česko     | Hotel Courtyard by Marriott  |
| 18. listopadu 2017     | Žilina     | Slovensko | Hotel Dubná Skala            |
| 19. listopadu 2017     | Košice     | Slovensko | TeleDom Hotel                |
| 25.–26. listopadu 2017 | Bratislava | Slovensko | Hotel Sheraton               |
| 2.–3. prosince 2017    | Praha      | Česko     | Grandior Hotel Prague        |

## Semifinále
Semifinále se odvysílalo 18. října 2018 a 25. října 2018. V prvním semifinále se představilo s výběrem vlastní písně deset chlapců a v druhém deset dívek. Soutěžící s největším počtem hlasů od diváků automaticky postoupili do finálových kol, další čtyři soutěžící vybrala porota. Celkem ze semifinále postoupili 5 chlapců a 5 dívek.
Semifinále proběhlo v prostorách Kostela v Litoměřicích.

### Semifinále – Kluci
- Hosté: Adam Mišík, Ladislav Angyal „Krása hudby“
- Skupinové vystoupení: „V tobě“ — Adam Mišík

| Pořadí | Soutěžící       | Skladba                            | Rozhodnutí    |
| ------ | --------------- | ---------------------------------- | ------------- |
| 1      | Richard Chovan  | „Take Me To Church “ — Hozier      | Hlas poroty   |
| 2      | Bryan Gandola   | „Bohemian Rhapsody“ — Queen        | Hlas poroty   |
| 3      | Dominik Gerda   | „Carry You Home“ — James Blunt     | Hlas poroty   |
| 4      | Marek Motalík   | „When We Were Young“ — Adele       | Nepostupující |
| 5      | Petr Borkovec   | „Hold Back The River“ — James Bay  | Hlas poroty   |
| 6      | Jakub Pružinský | „I See Fire“ — Ed Sheeran          | Postupující   |
| 7      | Kristián Révai  | „Unchain My Heart“ — Joe Cocker    | Nepostupující |
| 8      | Tomáš Karlík    | „Iris“ — Goo Goo Dolls             | Nepostupující |
| 9      | Victor Peeters  | „Love Runs Out“ — One Republic     | Nepostupující |
| 10     | Matěj Bartko    | „I'm Not The Only One“ — Sam Smith | Nepostupující |

### Semifinále – Holky
- Hosté: Adam Ďurica
- Skupinové vystoupení: „Mandolina“ — Adam Ďurica

| Pořadí | Soutěžící           | Skladba                               | Rozhodnutí    |
| ------ | ------------------- | ------------------------------------- | ------------- |
| 1      | Tereza Anna Mašková | „One Night Only“ — Jennifer Hudson    | Postupující   |
| 2      | Viktorie Černíková  | „The Power Of Love“ — Gabrielle Aplin | Nepostupující |
| 3      | Ester Kubatová      | „Another Love“ — Tom Odell            | Nepostupující |
| 4      | Timea Lacová        | „You Don't Own Me“ — Grace            | Nepostupující |
| 5      | Adéla Ferencová     | „Without You“ — Mariah Carey          | Nepostupující |
| 6      | Zuzana Chalupová    | „Believe“ — Ella Henderson            | Nepostupující |
| 7      | Eliška Rusková      | „Skyscaper“ — Demi Lovato             | Hlas poroty   |
| 8      | Adéla Kvitová       | „IDGAF“ — Dua Lipa                    | Hlas poroty   |
| 9      | Aneta Horňáková     | „At Last“ — Etta James                | Hlas poroty   |
| 10     | Karmen Pal-Baláž    | „Someone Like You“ — Adele            | Hlas poroty   |

## Finalisté
| Stát      | Soutěžící           | Věk | Bydliště          | Umístění  |
| --------- | ------------------- | --- | ----------------- | --------- |
| Česko     | Tereza Anna Mašková | 21  | Třinec            | Vítězka   |
| Česko     | Eliška Rusková      | 15  | Orlová            | 2. místo  |
| Slovensko | Karmen Pal-Baláž    | 19  | Rožňava           | 3. místo  |
| Česko     | Petr Borkovec       | 18  | Jablunkov         | 4. místo  |
| Slovensko | Jakub Pružinský     | 18  | Považská Bystrica | 5. místo  |
| Slovensko | Aneta Horňáková     | 21  | Senica            | 6. místo  |
| Filipíny  | Bryan Gandola       | 25  | Filipíny          | 7. místo  |
| Česko     | Adéla Kvitová       | 21  | Ostrava           | 8. místo  |
| Slovensko | Dominik Gerda       | 24  | Prešov            | 9. místo  |
| Slovensko | Richard Chovan      | 27  | Bratislava        | 10. místo |

## Finálová kola
V pátém ročníku federativní SuperStar byly čtyři finálové večery, které odstartovaly 13. května 2018.

### TOP 10 – Hity No. 1
Skupinové vystoupení: „Counting Stars“ s Pavlem Caltou
| Pořadí | Soutěžící           | Skladba                             | Rozhodnutí    |
| ------ | ------------------- | ----------------------------------- | ------------- |
| 1      | Bryan Gandola       | „Locked Out Of Heaven“ — Bruno Mars | Postupující   |
| 2      | Eliška Rusková      | „What About Us“ — Pink              | Postupující   |
| 3      | Aneta Horňáková     | „Crazy In Love“ — Beyoncé           | Postupující   |
| 4      | Richard Chovan      | „Titanium“ — Sia                    | Nepostupující |
| 5      | Karmen Pal-Baláž    | „Dream On“ — Aerosmith              | Postupující   |
| 6      | Petr Borkovec       | „Stiches“ — Shawn Mendes            | Postupující   |
| 7      | Dominik Gerda       | „Magic“ — Rude                      | Nepostupující |
| 8      | Jakub Pružinský     | „Let Her Go“ — Passenger            | Postupující   |
| 9      | Adéla Kvitová       | „Edge Of Glory“ — Lady Gaga         | Postupující   |
| 10     | Tereza Anna Mašková | „Billie Jean“ — Michael Jackson     | Postupující   |

### TOP 8 – Písně pro blízké
Host večera: Ewa Farna
Skupinové vystoupení: „Wake Me Up“ — Avicii
| Pořadí | Soutěžící           | Skladba                                     | Rozhodnutí    |
| ------ | ------------------- | ------------------------------------------- | ------------- |
| 1      | Tereza Anna Mašková | „Chandelier“ — Sia                          | Postupující   |
| 2      | Petr Borkovec       | „Human“ — Rag'n'Bone Man                    | Postupující   |
| 3      | Adéla Kvitová       | „Set fire to the rain“ — Adele              | Nepostupující |
| 4      | Karmen Pal-Baláž    | „Proud Mary“ — Tina Turner                  | Postupující   |
| 5      | Jakub Pružinský     | „Viva la Vida“ — Coldplay                   | Postupující   |
| 6      | Bryan Gandola       | „Angels — Robbie Williams                   | Nepostupující |
| 7      | Eliška Rusková      | „Shake it off“ — Taylor Swift               | Postupující   |
| 8      | Aneta Horňáková     | „Can't help fallin in love“ — Elvis Presley | Postupující   |

### TOP 6 – České a slovenské hity a duety
Hosté večera: Ben Cristovao a skupina Mirai
| Pořadí | Soutěžící                         | Skladba                                             | Rozhodnutí                                          |
| ------ | --------------------------------- | --------------------------------------------------- | --------------------------------------------------- |
| 1      | Petr Borkovec                     | „Dotknu se ohně“ — Lucie                            | Postupující (divoká karta)                          |
| 2      | Tereza Anna Mašková               | „Vyznanie“ — Marika Gombitová                       | Postupující                                         |
| 3      | Jakub Pružinský                   | „Pocta Majakovskému“ — Robo Grigorov                | Postupující                                         |
| 4      | Eliška Rusková                    | „Toužím“ — Ewa Farna                                | Postupující                                         |
| 5      | Aneta Horňáková                   | „Unikát“ — Mária Čírová                             | Nepostupující                                       |
| 6      | Karmen Pál-Baláž                  | „Chlap z kříža“ — Szidi Tobias                      | Postupující                                         |
| Duety  |                                   |                                                     |                                                     |
| 7      | Aneta Horňáková & Jakub Pružinský | „Beneath your beautiful“ — Labrinth ft. Emeli Sandé | „Beneath your beautiful“ — Labrinth ft. Emeli Sandé |
| 8      | Tereza Mašková & Karmen Pál-Baláž | „Survivor“ — Destiny's Child                        | „Survivor“ — Destiny's Child                        |
| 9      | Eliška Rusková & Petr Borkovec    | „Dusk till dawn“ — Zayn Malik ft. Sia               | „Dusk till dawn“ — Zayn Malik ft. Sia               |

### TOP 5 – Hity minulé a současné
Host večera: Katarína Knechtová
Skupinové vystoupení: „Spomal“
| Pořadí | Soutěžící           | Skladba 1                             | Skladba 2                            | Rozhodnutí    |
| ------ | ------------------- | ------------------------------------- | ------------------------------------ | ------------- |
| 1      | Tereza Anna Mašková | „Hallelujah“ — Leonard Cohen          | „Uptown Funk“ — Bruno Mars           | Postupující   |
| 2      | Petr Borkovec       | „Rolling In The Deep“ — Adele         | „Proklínám“ — Janek Ledecký          | Nepostupující |
| 3      | Eliška Rusková      | „Stay“ — Shakespears Sister           | „A Thousand Years“ — Christina Perri | Postupující   |
| 4      | Jakub Pružinský     | „Impossible“ — James Arthur           | „Bonboniéra“ — Gladiator             | Nepostupující |
| 5      | Karmen Pál-Baláž    | „Sweet Child O' Mine“ — Guns N' Roses | „Wings“ — Birdy                      | Postupující   |

### SuperFinále
Hosté večera: Mariana Prachařová, Mikolas Josef a Emma Drobná
Skupinové vystoupení: „Příběh nekončí“ (hymna SuperStar)
| Pořadí | Soutěžící           | Skladba 1                                  | Skladba 2                      | Skladba 3                                | Rozhodnutí |
| ------ | ------------------- | ------------------------------------------ | ------------------------------ | ---------------------------------------- | ---------- |
| 1      | Karmen Pál-Baláž    | „Show Must Go On“ — Queen                  | „My Immortal“ — Evanescence    | —                                        | 3. místo   |
| 2      | Tereza Anna Mašková | „Ain't Nobody“ — Chaka Khan                | „Fighter“ — Christina Aguilera | „Jednoho dne se vrátíš“ — Věra Špinarová | Vítězka    |
| 3      | Eliška Rusková      | „I Will Always Love You“ — Whitney Houston | „Raise Your Glass“ — P!nk      | „Lásko má já stůňu“ — Helena Vondráčková | 2. místo   |

## Sledovanost
| #  | Epizoda                           | Datum premiéry  | Datum premiéry  | Sledovanost Česko | Sledovanost Česko | Sledovanost Slovensko | Sledovanost Slovensko | Sledovanost Slovensko |
| #  | Epizoda                           | Česko           | Slovensko       | 15+               | Ref.              | 12+                   | 12-54                 | Ref.                  |
| -- | --------------------------------- | --------------- | --------------- | ----------------- | ----------------- | --------------------- | --------------------- | --------------------- |
| 1  | Castingy 1                        | 24. února 2018  | 25. února 2018  | 770 000           | [ 5 ]             | 432 000               | 296 000               | [ 6 ]                 |
| 2  | Castingy 2                        | 3. března 2018  | 4. března 2018  | 663 000           | [ 7 ]             | 409 000               | 284 000               | [ 8 ]                 |
| 3  | Castingy 3                        | 10. března 2018 | 11. března 2018 | 671 000           | [ 9 ]             | 407 000               | 290 000               | [ 10 ]                |
| 4  | Castingy 4                        | 17. března 2018 | 18. března 2018 | 720 000           | [ 11 ]            | 440 000               | 325 000               | [ 12 ]                |
| 5  | Castingy 5                        | 24. března 2018 | 25. března 2018 | 647 000           | [ 13 ]            | 486 000               | 345 000               | [ 14 ]                |
| 6  | Castingy 6                        | 31. března 2018 | 1. dubna 2018   | 646 000           | [ 15 ]            | 501 000               | 376 000               | [ 16 ]                |
| 7  | Super výběr 1                     | 8. dubna 2018   | 8. dubna 2018   | 754 000           | [ 17 ]            | 447 000               | 310 000               | [ 18 ]                |
| 8  | Super výběr 2                     | 15. dubna 2018  | 15. dubna 2018  | 718 000           | [ 19 ]            | 419 000               | —                     | [ 20 ]                |
| 9  | Super výběr 3 a Dlouhá cesta      | 22. dubna 2018  | 22. dubna 2018  | 621 000           | [ 21 ]            | 388 000               | 253 000               | [ 22 ]                |
| 10 | Semifinále 1 – Kluci              | 29. dubna 2018  | 29. dubna 2018  | 629 000           | [ 23 ]            | 403 000               | —                     | [ 24 ]                |
| 11 | Semifinále 2 – Holky              | 6. května 2018  | 6. května 2018  | 611 000           | [ 25 ]            | 313 000               | 184 000               | [ 26 ]                |
| 12 | Finále 1 – Hity No.1              | 13. května 2018 | 13. května 2018 | 615 000           | [ 27 ]            | 350 000               | 211 000               | [ 28 ]                |
| 13 | Finále 1 – Rozhodnutí             | 13. května 2018 | 13. května 2018 | 494 000           | [ 27 ]            | 235 000               | 134 000               | [ 28 ]                |
| 14 | Finále 2 – Písně pro blízké       | 20. května 2018 | 20. května 2018 | 527 000           | [ 29 ]            | 324 000               | 180 000               | [ 30 ]                |
| 15 | Finále 2 – Rozhodnutí             | 20. května 2018 | 20. května 2018 | 389 000           | [ 29 ]            | —                     | —                     | [ 30 ]                |
| 16 | Finále 3 – České a slovenské hity | 27. května 2018 | 27. května 2018 | 568 000           | [ 31 ]            | 414 000               | 259 000               | [ 32 ]                |
| 17 | Finále 3 – Rozhodnutí             | 27. května 2018 | 27. května 2018 | 505 000           | [ 31 ]            | —                     | —                     | [ 32 ]                |
| 18 | Finále 4 – Hity minulé a současné | 3. června 2018  | 3. června 2018  | 661 000           | [ 33 ]            | 411 000               | 259 000               | [ 34 ]                |
| 19 | Finále 4 – Rozhodnutí             | 3. června 2018  | 3. června 2018  | —                 | [ 33 ]            | —                     | —                     | [ 34 ]                |
| 20 | SuperFinále                       | 10. června 2018 | 10. června 2018 | 830 000           | [ 35 ]            | 489 000               | 304 000               | [ 36 ]                |